# Joachim Menant
Joachim Menant, né le 16 avril 1820 à Cherbourg et mort le 30 août 1899 à Paris 6e, est un magistrat et philologue assyriologue français.

## Biographie
Fils d’Amable Boissière et de Joachim Menant, il a perdu celui-ci à l’âge de dix ans, l'année son entrée au collège de Cherbourg. À seize ans, dans l’atelier de Langlois de Chèvreville, où il étudie la peinture, il a Jean-François Millet pour condisciple. À la faculté de Caen, il étudie sans enthousiasme le droit, préférant les cours de philosophie d’Antoine Charma, qui étudiait les systèmes philosophiques de l'Inde, de la Chine, de l'Égypte et de la Perse afin d’élargir les bases de son enseignement.
Entré dans la magistrature, après avoir suivi le barreau, il est d’abord juge suppléant dans sa ville natale, le 11 février 1846, puis successivement substitut à Vire, 13 aout 1851 et à Alençon, le 24 mars 1855, juge à Lisieux, le 28 juin 1856, d’où il passe au tribunal civil d’Évreux, le 10 juillet 1864, du Havre, le 26 octobre 1867, et de Rouen, le 19 février 1872.
Nommé vice-président à Rouen le 18 août 1878, puis conseiller à la cour d’appel en 1881, il a pris sa retraite en 1890 avec le titre de conseiller honoraire. Il a laissé quelques ouvrages de droit témoignant de ses aptitudes pour la science juridique, et s’est également occupé quelque temps de politique, comme le prouvent deux brochures qu’il a publiées en 1848, ainsi que d’archéologie locale (Description des sculptures solaires de l’église de Cherbourg), ce qui explique qu’on trouve son nom parmi les collaborateurs de la Revue archéologique du département de la Manche. Il figure également sur la liste de ses principaux rédacteurs du Journal des savants de Normandie.
En 1842, il publie le résumé des leçons de Charma, et passe l’hiver 1843 à Paris, où il retrouve ses amis, Millet, le comte du Moncel, Paul Target, Charles Séchan, avec lequel il avait beaucoup dessiné à Caen. Chez ce dernier, il rencontre le peintre Constant Troyon, le chanteur Gilbert Duprez, et tout un groupe d’artistes. Il suit également, à l’instigation de Charma, les cours de Michelet au Collège de France, et noue avec lui des relations, ainsi qu’avec Abel Villemain, Victor Cousin avant de retourner en Normandie.
En 1844, il publie un essai sur la philosophie et la morale de Zoroastre. Attiré par l'Orient antique, aiguillonné par les inscriptions de Ninive mises au jour par Paul-Émile Botta Botta, Layard et autres découvreurs des trésors assyriens, et les premiers essais de déchiffrement de l'écriture assyrienne, il s’essaie à l’épigraphie avant de renoncer et de suivre un temps du Moncel dans ses expériences scientifiques sur l'électricité. Peu désireux d’entreprendre des études de chimie, il revient à l'étude des inscriptions en appliquant le principe du syllabisme entrevu par Félicien de Saulcy et posé par Edward Hincks. Entassant petits papiers sur petits papiers pour noter les variantes, il dépouille les noms propres en s'aidant des valeurs reconnues acquises et publie une Notice sur les inscriptions en caractères cunéiformes de la collection épigraphique de M. Lottin de Laval en 1858.
Saulcy, auquel il s'est empressé d'offrir un exemplaire de ses Noms propres assyriens, le remercie en lui envoyant une caisse de manuscrits de ses premières tentatives de déchiffrement sur les textes rapportés par Botta. Encouragé par Saulcy et Longpérier à continuer ses travaux, depuis longtemps en rapport avec Félix Lajard, ce dernier le présente à Jules Mohl, qui l’accueille avec grande bienveillance et lui fait faire la connaissance de Jules Oppert. Ses Observations sur les polyphones assyriens, publiées en 1859, rencontrent l’assentiment d’Oppert, Longpérier, Munk, et lui valent d’être le premier à avoir fait accepter sans contestation le principe de la polyphonie. Le 27 mars 1861, il lit devant l’Académie des Inscriptions son Mémoire sur les principes élémentaires de la lecture des textes assyriens affirmant qu’il n’y a pas un seul idéogramme qui ne se traduise par des signes syllabiques ; qu’il n’y a pas un seul signe syllabique exprimant une syllabe complexe qui ne se traduise par des signes syllabiques simples et qu’il n’y a pas un seul signe polyphone dont la valeur ne puisse être obtenue par des transcriptions en caractères syllabiques simples. Par décision du 13 février 1863, l’Académie a admis ce travail dans le Recueil spécial de ses Mémoires consacré aux savants étrangers.
Définitivement accepté par les assyriologues, il travaille à ressusciter Ninive et Babylone, peu nombreux encore en 1863, dans les ouvrages publiés par les explorateurs, sans jamais voir l’Orient que dans les musées, surtout au British Museum, le plus riche de tous, qu’il a fréquemment visité. Encore étudiant, il avait été sur le point de partir pour l’Égypte, une autre fois pour la Grèce, avec du Moncel, mais sa mère l’en avait dissuadé, objectant sa jeunesse, et son propre isolement. Il a fait plusieurs séjours à Londres, chargé par le Gouvernement français d’y examiner et d’interpréter le sens des inscriptions des tablettes du pays d’Assur au British Museum. Au printemps 1863, il se rend au British Museum, pour collationner les listes d’éponymes étudiées par Oppert et Henry Rawlinson, mais ce dernier empêche le conservateur des antiquités assyriennes de lui communiquer les tablettes. Ses études ont été consignées dans deux rapports au ministre en 1863 et 1880.
Au nombre des premiers à entreprendre l’étude de l’écriture cunéiforme, il ne fait, au début, qu’exposer les résultats auxquels était arrivé le principal artisan du déchiffrement de l’assyrien Jules Oppert dans l’interprétation des inscriptions, mais joint peu à peu des idées originales à celles empruntées aux autres. Dans ses Écritures cunéiformes, ouvrage publié en 1860, qui connait un succès tel qu’il est réédité dès 1864, il retrace l’histoire des travaux qui ont amené le déchiffrement des inscriptions de l’Assyrie et de la Perse, la voie par laquelle on a résolu le problème, les résultats obtenus jusqu’en 1860 et la part qui revient à chacun.
De janvier à juin 1869, il dispense des « cours libres » en Sorbonne, le premier de ce sujet à être professé, à l’invitation du Ministre de l’Instruction publique Victor Duruy, mais la suspension des cours à la rentrée 1870 ne lui permettent pas de continuer. Les notes de ces cours ont fait l’objet d’une publication, en 1873, sous le titre de Leçons d’épigraphie assyrienne.
Dans les Annales des rois d’Assyrie et Babylone et la Chaldée, il suit l’ordre chronologique pour les inscriptions historiques, mais conformément à la méthode d’Oppert et contrairement à celle qu’ont adoptée les assyriologues allemands, il intercale un commentaire historique pour relier les textes et les complète à l’aide d’éléments puisés ailleurs. Les Documents juridiques de l’Assyrie et de la Chaldée, publiés en collaboration avec Oppert, sont tout à la fois une étude philologique, juridique, métrologique et historique. Les auteurs donnent généralement, en même temps qu’une traduction assez libre en français, une traduction interlinéaire plus serrée en latin. Soixante-et-onze documents de toutes les époques y sont étudiés ainsi que neuf textes grammaticaux, l’interprétation en est justifiée dans des notes où ils signalent aussi les données qui offrent le plus d’intérêt.
L’Académie des inscriptions et belles-lettres a récompensé son infatigable activité, qui a produit une multitude d’ouvrages publiés, soit seul, soit en collaboration avec Oppert, en le recevant membre libre, le 17 février 1888, en remplacement de Charles Robert. Elle l’avait élu associé-correspondant le 2 décembre 1864. Il était chevalier de la Légion d'honneur.
Il a été le premier à réunir les descriptions des sceau-cylindres assyriens et chaldéens épars un peu partout, à proposer un classement par dates et par lieux et à présenter des conjectures sur les différentes écoles de gravure. Il a également décidé Declercq à lui laisser décrire les cylindres de sa collection. Une nomenclature des Publications assyriennes de Menant a paru en mars 1884 (Paris, 1884, gr. in-8º, 4 p.)
Comme cartographe, il a dressé une Carte des empires d’Assyrie et de Chaldée. Comme éditeur scientifique, il a édité et préfacé l’Histoire de l’empire oublié des Hittites d’Archibald Sayce. Il a également préfacé la traduction par sa fille Delphine Menant, élève de James Darmesteter, qui a été envoyée en mission scientifique en Inde de 1900 à 1901, sur laquelle elle a publié un rapport en 1903, de la biographie du réformateur social indien Behramji Malabari (en).
Ayant succombé à une congestion cérébrale, il a été, à l’issue de ses obsèques célébrées en l'église Notre-Dame-des-Champs, il a été inhumé au cimetière du Montparnasse.

## Principales publications
- Zoroaster ; essai sur la philosophie religieuse de la Perse, Paris, Derache, 1857.
- Notice sur les inscriptions en caractères cunéiformes de la collection épigraphique de M. Lottin de Laval, Caen, A. Hardel, 1858.
- Collection épigraphique de M. Lottin de Laval. Inscriptions en caractères cunéiformes des briques de Babylone. Essai de lecture et d’interprétation, Caen, A. Hardel, 1859.
- Inscriptions assyriennes des briques de Babylone ; essai de lecture et d’interprétation, Paris, B. Duprat, 1859.
- Observations sur les polyphones assyriens, Lisieux, A. Durand, 1859.
- Les Noms propres assyriens. recherches sur la formation des expressions idéographiques, Paris, Benjamin Duprat, 1861.
- Grande inscription du palais de Khorsabad, Paris, Imprimerie Impériale, 1863.
- Inscriptions de Hammourabi, roi de Babylone (XVIe siècle av. J.-C.), Paris, B. Duprat, 1863.
- Éléments d’épigraphie assyrienne ; les écritures cunéiformes, exposé des travaux qui ont préparé la lecture et l’interprétation des inscriptions de la Perse et de l’Assyrie, Paris, B. Duprat, 1864.
- Inscriptions des revers de plaques du palais de Khorsabad, Paris, Imprimerie impériale, 1865.
- Exposé des éléments de la grammaire assyrienne, Paris, Imprimerie impériale, 1868.
- Les Achéménides et les inscriptions de la Perse, Paris, A. Lévy, 1872.
- Leçons d’épigraphie assyrienne professées aux cours libres de la Sorbonne pendant l’année 1869, Paris, Maisonneuve, 1873.
- Annales des rois d’Assyrie, traduites et mises en ordre sur le texte assyrien, Paris, Maisonneuve, 1874.
- Babylone et la Chaldée, Paris, Maisonneuve, 1875.
- Catalogue des cylindres orientaux du Cabinet royal des médailles de La Haye, La Haye, Imprimerie de l’État, 1878.
- Les Cylindres orientaux du Cabinet royal des médailles à La Haye, Paris, Imprimerie nationale, 1879.
- Notice sur quelques empreintes de cylindres du dernier empire de Chaldée, Paris, Imprimerie nationale, 1879.
- Découvertes assyriennes; la bibliothèque du palais de Ninive, Paris, Ernest Leroux, 1880.
- Éléments d’épigraphie assyrienne ; manuel de la langue assyrienne: I. Le syllabaire. II. La grammaire. III. Choix de lectures, Paris, Imprimerie nationale, 1880.
- Empreintes de cylindres assyro-chaldéens relevées sur les contrats d’intérêt privé du Musée Britannique, Paris, Imprimerie nationale, 1880.
- Manuel de la langue assyrienne, Paris, Imprimerie nationale, 1880.
- Observations sur trois cylindres orientaux, Paris, Maisonneuve, 1880.
- Remarques sur les portraits des rois assyrochaldéens, Paris, Imprimerie nationale, 1882.
- Les Pierres gravées de la Haute-Asie. Recherches sur la glyptique orientale, Paris, Maisonneuve, 1886.
- La Stèle de Chalouf ; essai de restitution du texte perse, Paris, F. Vieweg, 1887.
- Les Fausses Antiquités de l’Assyrie et de la Chaldée, Paris, Ernest Leroux, 1888.
- Ninive et Babylone, Paris, Hachette, coll. « La Bibliothèque des merveilles », 1888.
- Kar-Kemish : sa position d’après les découvertes modernes, Paris, Imprimerie nationale, 1891.
- Éléments du syllabaire hétéen, Paris, C. Klincksieck, 1892.
- Notice sur les inscriptions en caractères cunéiformes de la collection épigraphique de M. Lottin de Laval (Extr. du Bulletin de la Société des Beaux-Arts de Caen. 5e 1858), Caen, A. Hardel, cahier. 1858, 44 p., errata, ill., 4 pl. in-16 (OCLC 796908052, lire en ligne).
- Les Écritures cunéiformes exposé des travaux qui ont préparé la lecture et l’interprétation des inscriptions de la Perse et de l’Assyrie, Paris, Duprat, 1860.
- Rapport sur les inscriptions assyriennes du British Museum, Paris, 1862-1863.
- Éléments d’épigraphie assyrienne. Le syllabaire assyrien, exposé des éléments du système phonétique de l’écriture anarienne, Paris, Imprimerie impériale, 2 volumes, 1869-1873.
- La Bible et les cylindres chaldéens, Paris, Imprimerie nationale, 1880, 1879
- La Bibliothèque du palais de Ninive, Paris, E. Leroux, 1880, viii-162 p., in-18 (lire en ligne sur Gallica).
- Les Langues perdues de la Perse & de l’Assyrie, Paris, Ernest Leroux, 1885-1886
- Les Langues perdues de la Perse et de l’Assyrie, Paris, E. Leroux, 1886, xvi-340 p., in-18 (lire en ligne sur Gallica).
- Les Yédidiz ; épisodes de l’histoire des adorateurs du diable, Paris, E. Leroux, 1892.